# Pentasulfure de titanocène
Le pentasulfure de titanocène est un métallocène organotitane de formule chimique Cp2TiS5, où Cp représente un ligand cyclopentadiényle C5H5. Il s'agit d'un solide rouge vif soluble dans les solvants organiques. Il fait l'objet de recherches pour produire des allotropes peu courants du soufre ainsi que certains composés cycliques apparentés.

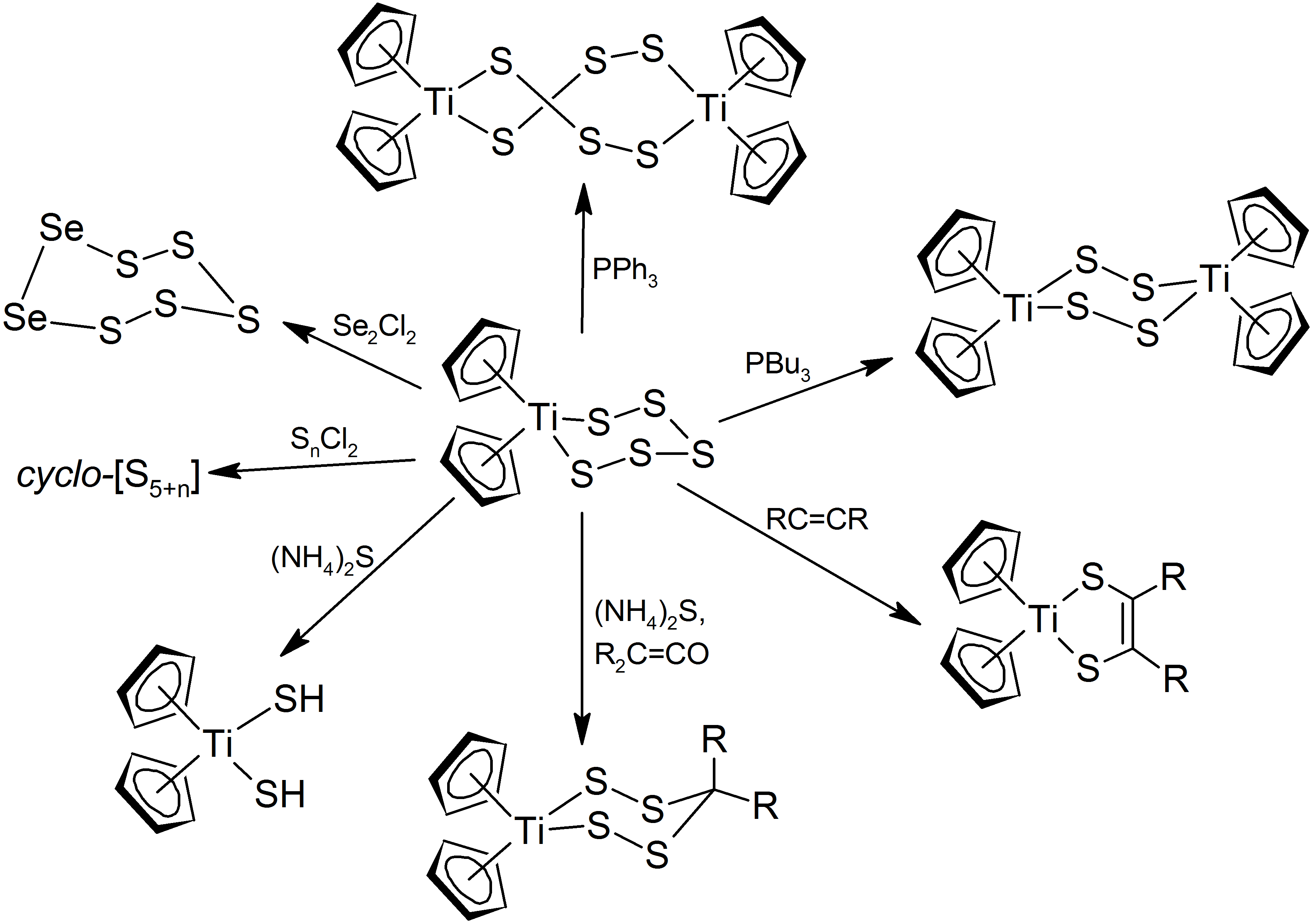
Exemple de réactions du pentasulfure de titanocène.

On l'obtient en traitant du dichlorure de titanocène Cp2TiCl2 avec des sels de polysulfures. Il avait été préparé pour la première fois par addition de soufre élémentaire à du dicarbonyle de titanocène (C5H5)2Ti(CO)2 :
(η5-C5H5)2Ti(CO)2 + 5/8 S8 ⟶ (η5-C5H5)2TiS5 + 2 CO.
Il est considéré comme complexe pseudotétraédrique du titane(IV). Les liaisons Ti–S ont une longueur de 242,0  et   244,6 pm tandis que les liaisons S–S ont une longueur normale de 205,1  à   205,9 pm. Le spectre RMN du pentasulfure de titanocène est celui d'une molécule fluxionnelle (en) en raison de l'équilibre chaise-chaise du cycle TiS5 qui donne un signal équivalent à celui du cyclopentadiényle à température élevée. Ce complexe réagit avec les chlorures de soufre et de selenium ExCl2 pour donner du dichlorure de titanocène Cp2TiCl2 et cycles S5+x et S5Sex. Ceci est illustré par la synthèse du cycloheptasoufre S7 à partir du dichlorure de disoufre S2Cl2 :
(η5-C5H5)2TiS5 + S2Cl2 ⟶ (η5-C5H5)2TiCl2 + S7.
Il a ainsi été possible d'obtenir les allotropes cyclo-Sn, où n = 9 à 15, 18 et 20, avec des dichlorosulfanes de longueur convenable Sn-5Cl2 :
(η5-C5H5)2TiS5 + Sn−5Cl2 ⟶ cyclo-Sn + (η5-C5H5)2TiCl2.
Le pentasulfure de titanocène réagit avec les alcènes et les cétènes pour donner des hétérocycles contenant du titane, du carbone et du soufre. Avec les trialkylphosphines, le cycle dimérise en cycles de diverses tailles selon la trialkylphosphine utilisée.